# AFC South
De American Football Conference South Division of AFC South is een divisie van de NFL's American Football Conference. De divisie heeft vier deelnemers: Houston Texans, Indianapolis Colts, Jacksonville Jaguars en de Tennessee Titans.

## Teams
De volgende teams hebben in de AFC South gespeeld:
| Team                 | Stad                  | Periode in AFC South | AFC South-titels | Super Bowls | Eerdere naam |
| -------------------- | --------------------- | -------------------- | ---------------- | ----------- | ------------ |
| Houston Texans       | Houston, Texas        | 2002–heden           | 8                | geen        |              |
| Indianapolis Colts   | Indianapolis, Indiana | 2002–heden           | 9                | 1 (2006)    |              |
| Jacksonville Jaguars | Jacksonville, Florida | 2002–heden           | 2                | geen        |              |
| Tennessee Titans     | Nashville, Tennessee  | 2002–heden           | 4                | geen        |              |

## Divisie-indeling
De AFC South werd samen met de AFC North opgericht in 2002, toen het aantal divisies in de NFC en de AFC werd vergroot van drie naar vier. De AFC South en North kwamen in de plaats van de AFC Central, die voorheen bestond uit zes teams. Vier daarvan bleven bij elkaar en werden de AFC North; de andere twee (de Jacksonville Jaguars en de Tennessee Titans) kwamen in de AFC South. Ze kregen gezelschap van de nieuw opgerichte Houston Texans (de toevoeging van de Texans was in principe de reden waarom de NFL overstapte naar acht divisies met vier teams) en van de Indianapolis Colts, die over kwamen van de AFC East.
Het zou geografisch logischer zijn geweest om de Miami Dolphins te verhuizen vanuit de AFC East, maar het vertrek van de Colts was historisch verantwoord: de andere vier ploegen zaten al samen in dezelfde (AFL-)divisie vóór de fusie tussen de NFL en de AFL, terwijl de Colts toen als NFL-lid overstapten naar de AFC.
Hun verplaatsing naar de AFC South legde de Colts overigens geen windeieren; het feit dat de Texans (nieuw team) en de Jaguars (opgericht in 1995, dus relatief nieuw) in dezelfde divisie zaten zorgde er mede voor dat de ploeg in de eerste jaren van de nieuwe divisie veel betere resultaten behaalde dan in de jaren ervoor.
- 2002–heden: Houston Texans, Indianapolis Colts, Jacksonville Jaguars en Tennessee Titans

## Winnaars
In dit overzicht zijn de ploegen te vinden die zich voor de AFC South wisten te plaatsen voor de play-offs, met tussen haakjes de bereikte ronde.
| Kleur of afkorting | Betekenis                                  |
| ------------------ | ------------------------------------------ |
| Geel               | AFC South-team won AFC-titel en Super Bowl |
| Rood               | AFC South-team won AFC-titel               |
| (SB)               | Team won AFC-titel en Super Bowl           |
| (F)                | Team won AFC-titel                         |
| (HF)               | Team verloor AFC Championship              |
| (KF)               | Team verloor Divisional Playoffs           |
| (WC)               | Team verloor Wild Card Playoffs            |

| Seizoen | Divisie-winnaar           | Balans | Percentage | Wild-Card-teams                                  |
| ------- | ------------------------- | ------ | ---------- | ------------------------------------------------ |
| 2002    | Tennessee Titans (HF)     | 11-0-5 | 0,688      | Indianapolis Colts (WC)                          |
| 2003    | Indianapolis Colts (HF)   | 12-0-4 | 0,750      | Tennessee Titans (KF)                            |
| 2004    | Indianapolis Colts (KF)   | 12-0-4 | 0,750      |                                                  |
| 2005    | Indianapolis Colts (KF)   | 14-0-2 | 0,875      | Jacksonville Jaguars (WC)                        |
| 2006    | Indianapolis Colts (SB)   | 12-0-4 | 0,750      |                                                  |
| 2007    | Indianapolis Colts (KF)   | 13-0-3 | 0,813      | Jacksonville Jaguars (KF), Tennessee Titans (WC) |
| 2008    | Tennessee Titans (KF)     | 13-0-3 | 0,813      | Indianapolis Colts (WC)                          |
| 2009    | Indianapolis Colts (F)    | 14-0-2 | 0,875      |                                                  |
| 2010    | Indianapolis Colts (WC)   | 10-0-6 | 0,625      |                                                  |
| 2011    | Houston Texans (KF)       | 10-0-6 | 0,625      |                                                  |
| 2012    | Houston Texans (KF)       | 12-0-4 | 0,750      | Indianapolis Colts (WC)                          |
| 2013    | Indianapolis Colts (KF)   | 11-0-5 | 0,688      |                                                  |
| 2014    | Indianapolis Colts (HF)   | 11-0-5 | 0,688      |                                                  |
| 2015    | Houston Texans (WC)       | 9-0-7  | 0,563      |                                                  |
| 2016    | Houston Texans (KF)       | 9-0-7  | 0,563      |                                                  |
| 2017    | Jacksonville Jaguars (HF) | 10-0-6 | 0,625      | Tennessee Titans (KF)                            |
| 2018    | Houston Texans (WC)       | 11-0-5 | 0,688      | Indianapolis Colts (KF)                          |
| 2019    | Houston Texans (KF)       | 10-0-6 | 0,625      | Tennessee Titans (HF)                            |
| 2020    | Tennessee Titans (WC)     | 11-0-5 | 0,688      | Indianapolis Colts (WC)                          |
| 2021    | Tennessee Titans (KF)     | 12-0-5 | 0,706      |                                                  |
| 2022    | Jacksonville Jaguars (KF) | 9-0-8  | 0,529      |                                                  |
| 2023    | Houston Texans (KF)       | 10-0-7 | 0,588      |                                                  |
| 2024    | Houston Texans (KF)       | 10-0-7 | 0,588      |                                                  |

## Records en trivia
- De Indianapolis Colts zijn met afstand het succesvolste team uit de AFC South, ze wonnen negen divisie-titels, even veel als de andere drie ploegen samen.
- De Colts zijn ook het enige AFC South-team dat de Super Bowl wist te winnen (in 2006).
- De beste score voor een AFC South-team in het reguliere seizoen is 0,875 (14 zeges en 2 nederlagen). Dit werd behaald door de Indianapolis Colts (in 2005 en 2009).
- De slechtste score voor een AFC South-team in het reguliere seizoen is 0,063 (1 zege en 15 nederlagen). Dit werd door behaald de Jacksonville Jaguars in 2020.
- Alle AFC South-teams werden pas ruim na de fusie tussen de AFL en de NFL actief in hun huidige regio: de Indianapolis Colts (vanuit Baltimore in 1984) en de Tennessee Titans (vanuit Houston in 1997) bestonden al eerder, maar verhuisden pas na de fusie vanuit een andere regio, terwijl de Jacksonville Jaguars (begonnen in 1995) en de Houston Texans (begonnen in 2002) tot de vier nieuwste teams in de NFL behoren.

American Football Conference
National Football Conference
Super Bowl · Pro Bowl